# Павлодарська ТЕЦ-2
52°19′19″ пн. ш. 76°58′3″ сх. д. / 52.32194° пн. ш. 76.96750° сх. д.
Павлодарська ТЕЦ-2 — теплова електростанція на північному сході Казахстану.
У 1961—1963 роках на майданчику станції ввели в дію чотири парові котли виробництва Барнаульського котельного заводу типу БКЗ-160-100Ф продуктивністю по 160 тонн пари на годину. Вони живили три парові турбіни — дві виробництва Уральського турбомоторного заводу ВПТ-25-4 типу потужністю по 25 МВт (стали до ладу в 1961, станційні номери 1 та 2) та одну від Ленінградського металічного заводу типу ВПТ-50-2 потужністю по 50 МВт (1963 рік, номер 3).
У 1969-му котельне господарство підсилили за рахунок модернізованого котла типу БКЗ-160-100Ф (М) продуктивністю 190 тонн пари на годину, крім того, перші чотири котли також були модернізовані до рівня БКЗ-160-100Ф (М) із відповідним збільшенням продуктивності. Одночасно потужність турбін № 1 та № 2 була збільшена до 30 МВт, а турбіни № 3 — до 60 МВт із перемаркуванням у тип ПТ-60-90/13.
Для збільшення теплової потужності в тому ж 1969-му встановили два водогрійні котли від бухарестського заводу «Вулкан» продуктивністю по 100 Гкал/год.
У 1985-му турбіни 1 та 2 пройшли повторну модернізацію зі зниженням потужності до 25 МВт та перемаркуванням у тип ПР-25-90/10.
Як паливо ТЕЦ споживає вугілля.
Для видалення продуктів згоряння використовують димар висотою 100 метрів.
Видача продукції відбувається по ЛЕП, що працюють під напругою 110 кВ та 35 кВ.